# ウォーリーをさがせ!THE MEDAL
ウォーリーをさがせ！THE MEDAL（ウォーリーをさがせ・ザ・メダル）は、2008年にセガから発売されたシングルメダルゲーム。「クラブ マジェスティ」の6機種のうちの1つである。　　　

## 基本ルール
1BETで4本すべてのラインが有効となる。矢印シンボルが3つ以上繋がると配当獲得となる。多く繋がるほど配当は多くなる。

## シンボル
矢印シンボル
3つ以上繋がると配当獲得。最高で20連鎖。
STOPシンボル
行き止まりとなるはずれシンボル。
ブランクシンボル
基本外れであるが、キャラクターが隠れていることもある。キャラクターが登場するとそのマスで再抽選が行われ、矢印シンボルまたはボーナスが発生する。

## 「ウォーリーをさがせ」ゲーム
再抽選時に「ウォーリーをさがせ」図柄が出ると突入する。制限時間内にウォーリーを見つけることができると配当を獲得できる。また、速いとランキングに名前を載せることができる。絵本とは違い、ウォーリーの位置は毎回異なっている。

## ダブルアップゲーム
メインゲームで配当が発生すると挑戦できる。20マスの中からウォーリーのいるマスを選ぶ。ウォーリーがいると配当が倍率に従って増え、いないと配当は没収となる。
| スタブアイコン | サブスタブ | この項目は、まだ閲覧者の調べものの参照としては役立たない、コンピュータゲームに関連した書きかけの項目です。この項目を加筆・訂正などしてくださる協力者を求めています（P:コンピュータゲーム/PJ:コンピュータゲーム）。 |